# Burg Leinweiler
Die Burg Leinweiler (auch Schloss genannt) ist eine abgegangene mittelalterliche Befestigungsanlage südöstlich von Leinweiler, einem Ortsteil der Gemeinde Schechingen im baden-württembergischen Ostalbkreis. Von der Burg haben sich, außer einem Halsgraben, keine oberirdischen Reste erhalten; über die Geschichte ist so gut wie nichts bekannt.

## Lage und Beschreibung
Die Anlage befindet sich in den Leinwiesen, etwa 750 Meter südöstlich des Weilers auf einem bewaldeten Bergsporn oberhalb des Tals der Lein. Der Burgstall hat die Form eines Trapezes. Westlich davon sind Wall- und Grabenreste im Gelände noch erkennbar. Die gesamte Anlage hatte die Ausdehnung von etwa 55 × 40 Metern. Eine Quelle in der Nähe trägt den Namen Schloßbrunnen.

## Geschichte
Über die Geschichte der Burganlage ist nichts bekannt; ein ursprünglicher Name ist nicht überliefert.
Leinweiler befand sich einst im Eigentum des Geschlechts von Hacken (auch Haggen). Angehörige dieses Geschlechts besaßen auch die Burgen Hoheneck, Wöllstein und Rosenstein. Albert von Hacken hatte den Ort wahrscheinlich durch Hochzeit mit Adelheid von Rechberg-Heuchlingen erworben. Die Hacken verkauften den Weiler 1370 an den Patrizier Hans Stöbenhaber aus Gmünd. Nach dessen Tode fiel der Weiler 1408 an Paul von Rinderbach. Die Rinderbacher verkauften Leinweiler 1441 für 1850 fl. an das Kloster Oberhofen bei Göppingen. Später kam der Ort an Hans Matthias von Lauchheim, der ihn 1467 an Jörg Adelmann verkaufte. Da die Burg in keiner Urkunde erwähnt wird, muss sie schon früh verfallen sein.